# Buire-au-Bois
Buire-au-Bois é uma comuna francesa na região administrativa de Altos da França, no departamento de Pas-de-Calais. Estende-se por uma área de 11,81 km². Em 2010 a comuna tinha 239 habitantes (densidade: 20,2 hab./km²).